# Montes Tannu-Ola

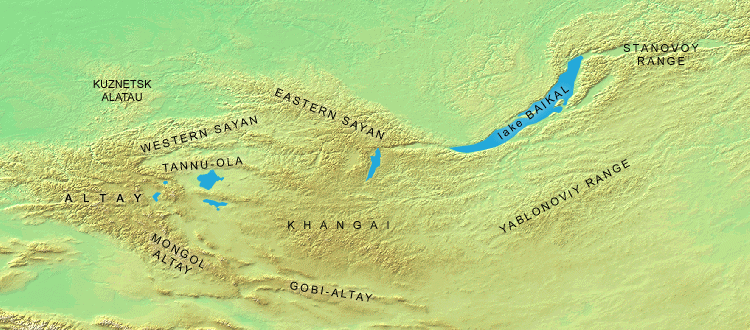
Localización de los montes Altái-Sayan

Los montes Tannu-Ola (del ruso: Танну-Ола); tuvano: Таңды-Уула; en mongol: Тагны уулс, Тagny Uuls es una cadena montañosa, cuya cima más alta mide 2.930 m de altura, de la zona meridional de Siberia, en la república de Tuvá, en Rusia, con estribaciones en Mongolia.
En el noroeste y el norte, la cordillera está delimitada por los montes Sayanes occidentales, en el este se extiende hacia Mongolia alrededor de la cuenca del río Selengá. En el sur hace frontera con la estepa de una extensa cuenca que llega al macizo de Altái mongol. Al oeste se encuentra el Altái ruso.
Solamente las estribaciones más meridionales del Tannu-Ola, con el lago salado Uvs-Nuur, están en Mongolia. En el este de las montañas nace el Balyktyg-Jem, uno de los ríos que originan el río Mali Yeniséi (Kaa-Jem), el constituyente por la izquierda del Yeniséi, así como el río Biya, constituyente del Obi, que nace en la zona occidental, allá donde coliden estos montes con los Sayanes occidentales y el Altái.